# Монако на літніх Олімпійських іграх 2024
Монако на літніх Олімпійських іграх 2024 представляли шість спортсменів у п'яти видах спорту.